# The Haigs
The Haigs was een beatgroep uit Den Haag actief in de jaren 1960. De band kwam voort uit de  Haagse beatgroep; The Entertainers.
Leider van The Haigs was sologitarist en zanger Jaap Rog. In 1965 werd de naam veranderd in The Haigs, omdat de naam Entertainers al bleek te bestaan in Limburg. In The Haigs speelde tussen 1966 en 1967 enige maanden de huidige Golden Earring zanger Barry Hay mee. Na de eerste goed ontvangen single Never Die viel de groep uit elkaar door drankmisbruik. In een veranderde bezetting werden nog enige platen opgenomen, waaronder het nummer From Now on. Toch werd de groep in 1967 opgeheven bij gebrek aan succes. Jaap Rog bleef actief als tekstschrijver en componist voor vele artiesten in binnen- en buitenland.

## Singles
- Never Die / That's The Way She Is, 1965
- Separated / Where To Run, 1966
- From Now On / Hey Baby, 1967
- Another Saturday Night / You've Got It, 1967
- Roly Poly Martha / Out Of Life, 1968